# Снофриск
Снофриск (норв. Snøfrisk, «свежий как снег», читается снёфриск) — сорт норвежского сливочного сыра. Изготавливается из 80 % козьего молока и 20 % коровьих сливок.
Сыр впервые был представлен на Олимпийских играх в 1994 году в Лиллехаммере.
Норвежская компания TINE производит «Снофриск» в двух вариантах: полутвердый козий сыр и свежетворожный сливочный с добавлением коровьих сливок. Выпускается в пластиковых пачках пирамидальной формы, как классический, так и сыр с различными добавками — грибы, укроп и другие.
Полутвёрдый козий сыр Snøfrisk hard cheese, выпускаемый под той же маркой, имеет маленькие круглые глазки, белого цвета, изготавливается из цельного пастеризованного козьего молока. Текстура — гибкая, вкус — яркий, немного кислый, насыщенный.
Сыр подходит для бутербродов, для солёных закусок, для «шведского стола». «Снофриск» может служить альтернативой сливкам, сметане или сливочному крему в соусах и при тушении. Также можно использовать в сливочных десертах и пирожных с фруктами и ягодами.